# Temple de Ceto
Pour les articles homonymes, voir Ceto (homonymie).

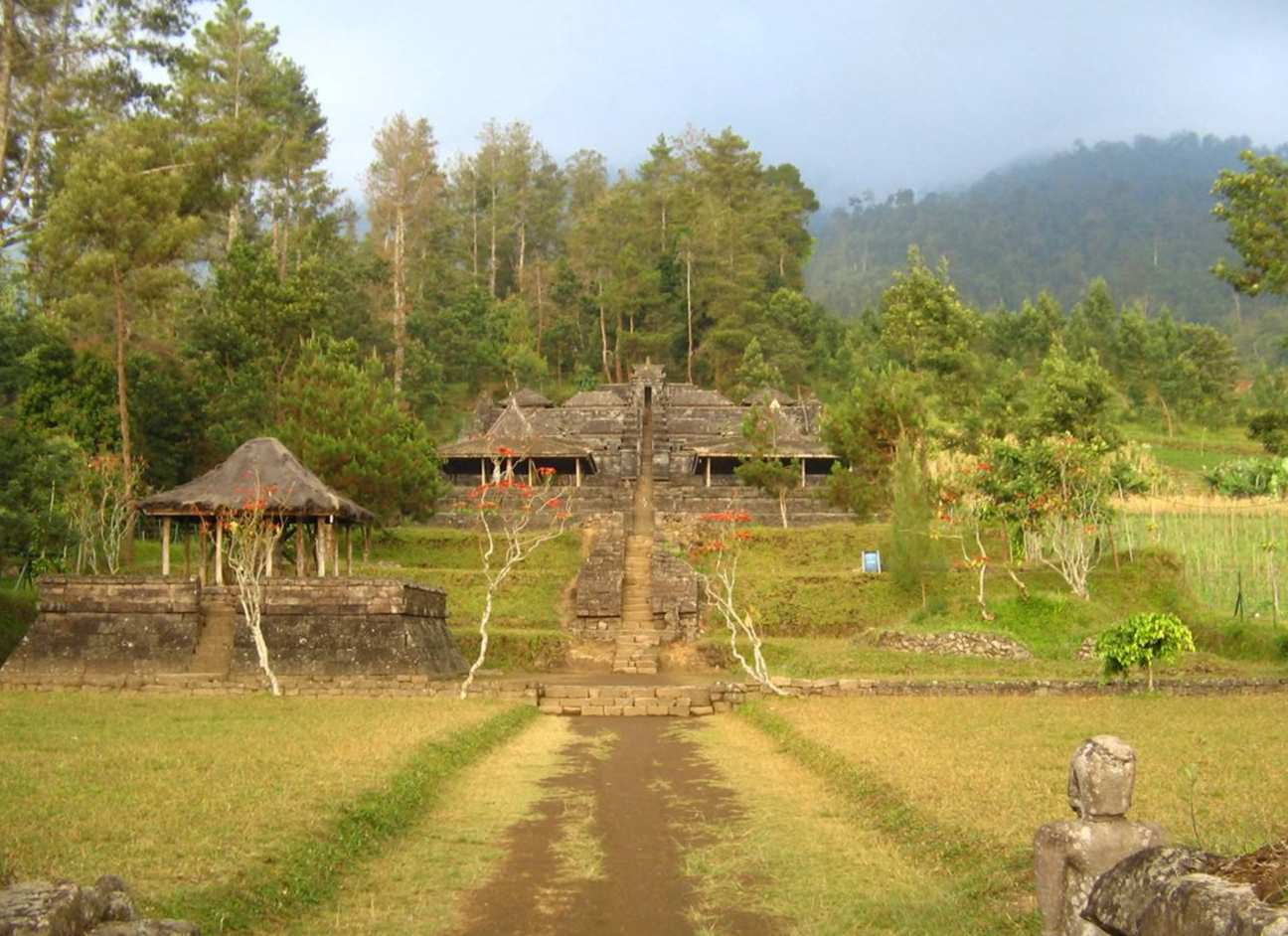

Construit vers 1470, le Candi Cetho est le plus récent des temples javanais de la période hindou-bouddhique trouvés à ce jour. Il est situé sur le flanc nord-ouest du mont Lawu, à environ 80 km à l'est de Solo, à une altitude de 1 400 mètres.
Situé en un lieu isolé, souvent envahi par la brume, Cetho baigne dans une atmosphère étrange. Il est constitué par une dizaine de terrasses qui se succèdent en étage, précédées d'un candi bentar, porte fendue que l'on retrouve encore notamment à Bali mais aussi dans les palais de l'île de Java, à Cirebon, Surakarta et Yogyakarta. Sur les trois dernières terrasses se trouvent des petits pavillons restaurés qui contiennent diverses statues et un lingam.
Cetho est toujours un lieu de culte. Les habitants de la région sont restés hindouistes.